# Premis Butaca de 2003
Els Premis Butaca de 2003, varen ser la novena edició dels oficialment anomenats Premis Butaca de teatre i cinema de Catalunya, uns guardons teatrals i cinematogràfics catalans, creats l'any 1995 per Glòria Cid i Toni Martín, conductors d'un programa a la ràdio de Premià de Mar, en reconeixement de les obres de teatre i pel·lícules estrenades a Catalunya. Els premis són atorgats per votació popular.
El lliurament dels premis es va celebrar al Pavelló d'Esports de Premià de Mar.

## Palmarès i nominacions[1]

### Premi Butaca al millor muntatge teatral
| Obra                         | Productora                       | Resultat  |
| ---------------------------- | -------------------------------- | --------- |
| Dissabte, diumenge i dilluns | Teatre Nacional de Catalunya     | Guanyador |
| Excés                        | Teatre Nacional de Catalunya     | Nominat   |
| Juli Cèsar                   | Teatre Lliure                    | Nominat   |
| Oid mortales...!             | Ángel Pavlovsky                  | Nominat   |
| Super Rawal                  | Vania/Fortià Viñas/Platea Social | Nominat   |

### Premi Butaca al millor musical
| Obra                    | Productora                                                | Resultat  |
| ----------------------- | --------------------------------------------------------- | --------- |
| Gaudí, el musical       | Grup Focus, CIE España, Iberautor, BCN Promoció i Filmtel | Guanyador |
| Sama Samaruck Suck Suck | Teatre Nacional de Catalunya                              | Nominat   |

### Premi Butaca al millor espectacle de dansa
| Obra                            | Productora    | Resultat  |
| ------------------------------- | ------------- | --------- |
| La dona manca o Barbi Superstar | Cia. Sol Picó | Guanyador |

### Premi Butaca al millor espectacle de petit format
| Obra               | Productora    | Resultat  |
| ------------------ | ------------- | --------- |
| L'oficiant del dol | Teatre Lliure | Guanyador |

### Premi Butaca al millor text teatral
| Obra           | Autor/a         | Resultat  |
| -------------- | --------------- | --------- |
| Tu vida en 65' | Albert Espinosa | Guanyador |

### Premi Butaca a la millor direcció teatral
| Obra            | Productora                   | Resultat  |
| --------------- | ---------------------------- | --------- |
| Sergi Belbel    | Dissabte, diumenge i dilluns | Guanyador |
| Marc Martínez   | Super Rawal                  | Nominat   |
| Àlex Rigola     | Juli Cèsar                   | Nominat   |
| Carlota Subirós | L'oficiant de dol            | Nominada  |
| Carles Santos   | Sama Samaruck Suck Suck      | Nominat   |

### Premi Butaca a la millor actriu
| Actriu             | Obra                         | Resultat   |
| ------------------ | ---------------------------- | ---------- |
| Mercedes Sampietro | Dissabte, diumenge i dilluns | Guanyadora |
| Mercè Arànega      | Àrea privada de caça         | Nominada   |
| Marta Calvó        | Maria Rosa                   | Nominada   |
| Alícia Pérez       | Juli Cèsar                   | Nominada   |

### Premi Butaca al millor actor de teatre
| Obra           | Productora                   | Resultat  |
| -------------- | ---------------------------- | --------- |
| Jordi Bosch    | Dissabte, diumenge i dilluns | Guanyador |
| Andreu Benito  | Excés                        | Nominat   |
| Gonzalo Cunill | L'oficiant de dol            | Nominat   |
| Oriol Vila     | Super Rawal                  | Nominat   |

### Premi Butaca a la millor actriu de musical
| Actriu       | Obra           | Resultat   |
| ------------ | -------------- | ---------- |
| Marta Ribera | Jeckyll & Hyde | Guanyadora |

### Premi Butaca al millor actor de musical
| Actor        | Obra              | Resultat  |
| ------------ | ----------------- | --------- |
| Miquel Cobos | Gaudí, el musical | Guanyador |

### Premi Butaca a la millor actriu de repartiment
| Actriu       | Obra                       | Resultat   |
| ------------ | -------------------------- | ---------- |
| Clara Segura | El somni d'una nit d'estiu | Guanyadora |

### Premi Butaca al millor actor de repartiment
| Obra           | Productora                   | Resultat  |
| -------------- | ---------------------------- | --------- |
| Lluís Soler    | Dissabte, diumenge i dilluns | Guanyador |
| Andrés Herrera | Super Rawal                  | Nominat   |

### Premi Butaca a la millor escenografia
| Actor                        | Obra                         | Resultat   |
| ---------------------------- | ---------------------------- | ---------- |
| Max Glaenzel i Estel Cristià | Dissabte, diumenge i dilluns | Guanyadors |

### Premi Butaca a la millor il·luminació
| Actor        | Obra                         | Resultat  |
| ------------ | ---------------------------- | --------- |
| Albert Faura | Dissabte, diumenge i dilluns | Guanyador |

### Premi Butaca al millor vestuari
| Actor           | Obra                         | Resultat  |
| --------------- | ---------------------------- | --------- |
| Javier Artiñano | Dissabte, diumenge i dilluns | Guanyador |

### Premi Butaca a la millor pel·lícula catalana
| Actor              | Obra              | Resultat   |
| ------------------ | ----------------- | ---------- |
| My Life Without Me | Isabel Coixet     | Guanyadora |
| El efecto Iguazú   | Pere Joan Ventura | Nominada   |
| Las horas del día  | Jaime Rosales     | Nominada   |
| La vida de nadie   | Enrique Urbizu    | Nominada   |

### Premi Butaca a la millor actriu catalana de cinema
| Obra               | Productora                      | Resultat   |
| ------------------ | ------------------------------- | ---------- |
| Candela Peña       | Torremolinos 73                 | Guanyadora |
| Mercedes Sampietro | Lugares comunes                 | Guanyadora |
| Ariadna Gil        | Soldados de Salamina            | Nominada   |
| Ingrid Rubio       | Todas las azafatas van al cielo | Nominada   |

### Premi Butaca al millor actor català de cinema
| Obra            | Productora           | Resultat  |
| --------------- | -------------------- | --------- |
| Lluís Homar     | Valentín             | Guanyador |
| Àlex Brendemühl | Las horas del día    | Nominat   |
| Joan Dalmau     | Soldados de Salamina | Nominat   |
| Ramon Fontserè  | Soldados de Salamina | Nominat   |

### Premi Butaca al millor mitjà de difusió del teatre
- Teatral.net

### Premi Butaca al millor mitjà de difusió del cinema
- Fotogramas

### Premi Butaca a l'estima pel teatre
- Temporada Alta

### Butaca Honorífica
- Joan Borràs i Carme Molina